# Sello postal

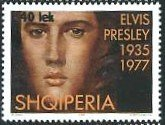
Estampilla postal de Elvis Presley perteneciente a Albania

El sello postal, también conocido como estampilla (postal), estampa, sello (postal) o timbre (postal),  es un comprobante del pago previo de los envíos efectuados por correo en forma de etiqueta, generalmente engomada o directamente impreso. El sello es un pequeño papel cuya forma más usual es rectangular o cuadrada con bordes dentados, que se pega en un sobre, y que indica que la persona que realiza el envío pagó el servicio.
El arte postal utiliza a menudo este medio y este formato para su difusión creando falsos sellos postales de todo tipo.
Los sellos de valor variable o ATM son aquellos impresos y distribuidos a través de máquinas. Estas imprimen el valor de franqueo deseado por el usuario en un papel especial, y el sello o estampilla resultante puede ser empleado para franqueo como un sello "tradicional".

## Historia

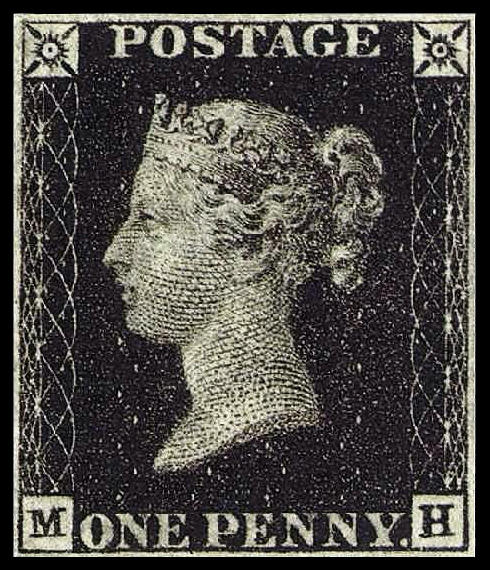
Penny Black, el primer sello emitido en todo el mundo.

La emisión del primer sello postal se enmarca dentro de una Profunda Reforma del servicio de correos británico emprendida por James Chalmers (1834) y Rowland Hill (1837). Hasta entonces el envío lo pagaba el destinatario en función de los kilómetros recorridos y no por su peso. Hill propuso que el envío lo pagara el remitente según una tarifa uniforme en función del peso y no por el kilometraje.
Según la leyenda, en el año 1835 el profesor inglés Rowland Hill, que viajaba por Escocia se aprestó a descansar en una posada. Mientras se calentaba en la chimenea, vio cómo el cartero de la zona entraba en la casa y entregaba una carta a la posadera. Ella tomó la carta en sus manos, la examinó atentamente y la devolvió al cartero alegando:

Como somos bastante pobres no podemos pagar el importe de la carta, por lo que le ruego que la devuelva al remitente.

Al oír aquello, surgió en el corazón de Hill un impulso de generosidad y movido por ese impulso ofreció al cartero el importe de la misiva, pues no quería que por falta de dinero se quedara la buena mujer sin saber las noticias que le pudieran llegar en dicha carta. El cartero cobró la media corona que costaba, y entregó la carta a la posadera, a continuación salió para seguir su recorrido.
La posadera recogió la carta y la dejó sobre una mesa sin preocuparse en absoluto de su contenido. Luego, se volvió al generoso huésped y le dijo con amabilidad:

Señor, le agradezco de veras el detalle que ha tenido de pagar el importe de la carta. Soy pobre, pero no tanto como para no poder pagar ese coste. Si no lo hice, fue porque dentro no hay nada escrito, sólo la dirección. Mi familia vive a mucha distancia y para saber que estamos bien nos escribimos cartas, pero teniendo cuidado de que cada línea de la dirección esté escrita por diferente mano. Si aparece la letra de todos, significa que todos están bien. Una vez examinada la dirección de la carta la devolvemos al cartero diciendo que no podemos pagarla y así tenemos noticias unos de otros sin que nos cueste un penique.

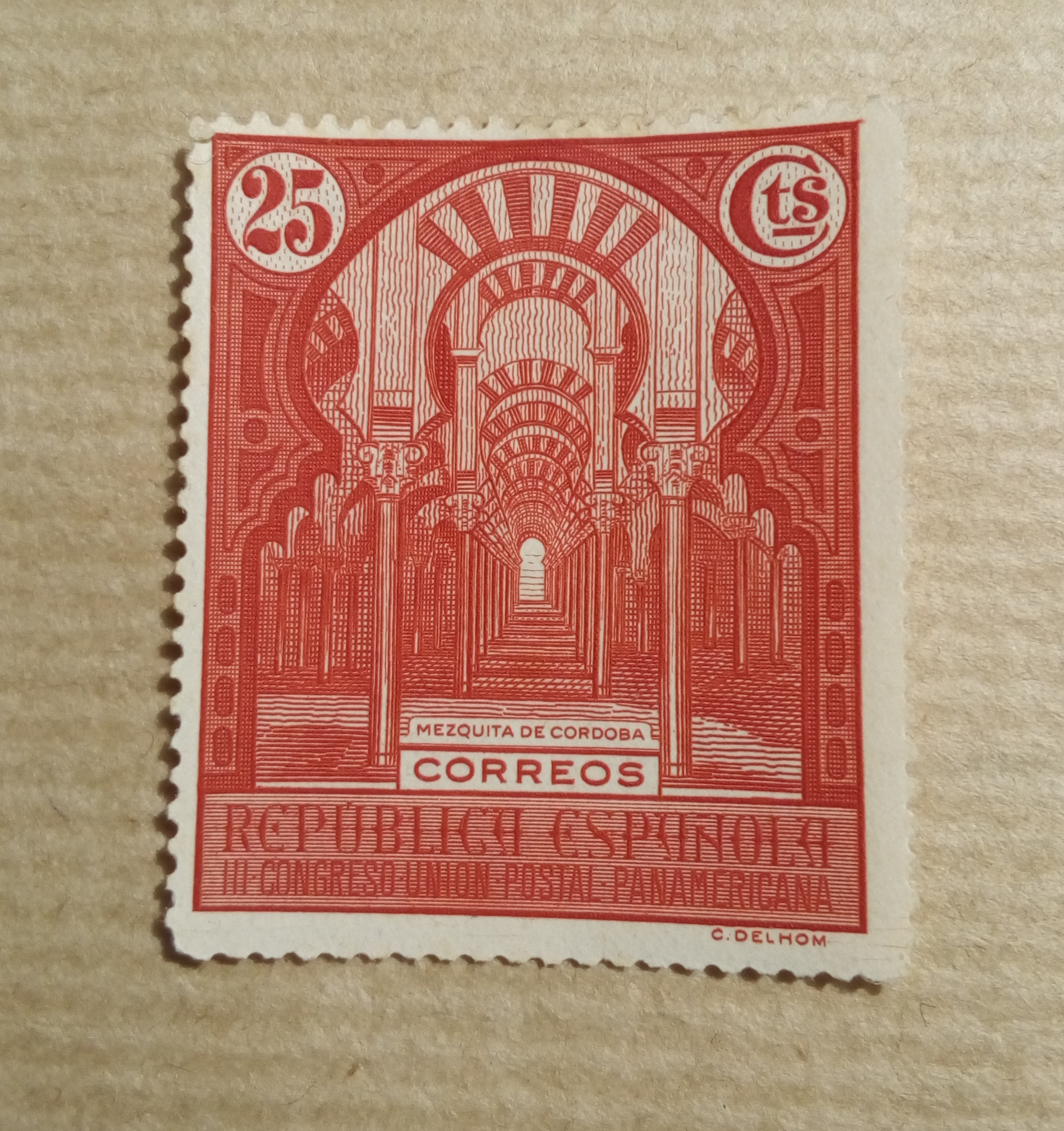
Sello de correos de la Segunda República Española, representando la Mezquita de Córdoba, 1931.

Esta anécdota, con diversas variantes, ha sido narrada y escrita en distintos medios, como por ejemplo en el magacín francés Lectures pour tous. También fue escrita en el Grand Dictionnaire Universel du XIX Siècle, de Pierre Larousse, en la edición parisina de 1874. En España la Enciclopedia Espasa también la reproduce, dando una versión en la que aparece la dueña imposibilitada realmente para pagar el importe de la carta por su extrema pobreza. Sin embargo, Eugène Vaillé en su Histoire du Timbre-Poste 1947 afirma que esta anécdota ha sido desmentida por el propio Hill en sus Memorias. Es ilustrativa, sin embargo, de uno de los problemas a los que la reforma del Correo pretendió hacer frente con notable éxito. 
Hill habría escrito un folleto en que proponía el franqueo previo de la correspondencia. El folleto de Hill, titulado Post Office Reform, tuvo como resultado la designación de un comité de la Cámara de los Comunes (22 de noviembre de 1837) «encargado de estudiar los tipos y sistemas del franqueo postal». Este comité informó favorablemente la proposición de Rowland Hill y en 1839 se dictó una providencia que autorizaba al Tesoro para fijar los tipos de franqueo postal y regular el modo de percibir su importe previo. Los sobres timbrados (los primeros con un valor de 1 y 2 peniques) y los sellos adhesivos los emitiría el Gobierno. Del grabado de los sellos se encargó la casa Perkins, Bacon and Petch, sobre dibujos de Hill. Se decretó que los sellos se pondrían en circulación el día 6 de mayo del año 1840.
Así nace el primer sello postal del mundo: el famoso Penny Black de la Reina Victoria. Hill dibujó ahí el perfil de la reina Victoria, la palabra Postage en la parte superior y en la inferior One Penny (un penique). Omitió el nombre del país por entender que la efigie de la reina bastaba para identificarlo. El día 8 de mayo del mismo año se puso a la venta el 2 peniques, en color azul. El nuevo sistema postal tuvo unos resultados asombrosos, tanto que se triplicó el número de cartas en una semana. Solo el primer día de venta al público se vendieron 60 000 ejemplares de estos sellos. A la vista de todo ello, Rowland Hill fue nombrado director de Correos del Reino Unido, y dedicó el resto de su vida a realizar ampliaciones y mejoras en los servicios postales. El nuevo sistema encontró rápida aceptación en otros países y a los pocos años estaba ya generalizado internacionalmente.
La Unión Postal Universal establece que en los sellos que circulen internacionalmente debe aparecer el nombre del país emisor en alfabeto latino. De esta obligación está exento el Reino Unido por ser el primer país emisor de sellos.

## Coleccionistas
Ahora se coleccionan estampillas (sellos) en todo el mundo tanto por adultos como por niños. Este pasatiempo puede ser barato y divertido, pero cuando se practica de manera más formal se puede llegar a invertir mucho dinero en él, ya que los coleccionistas más serios tienden a buscar sellos raros y difíciles de encontrar. A esta afición se la conoce como filatelia.

## Proceso de emisión
El proceso para la emisión de un sello postal es complejo. Por lo general la administración postal recibe cientos de sugerencias de particulares y de asociaciones para el diseño. Una vez decididas las series que se emitirán, se encarga a varios artistas la realización de los diseños, normalmente cuatro veces más grandes que el tamaño final. Una vez elegido el diseño, se efectúan las modificaciones necesarias y se reduce fotográficamente al tamaño correcto.

## Métodos de impresión

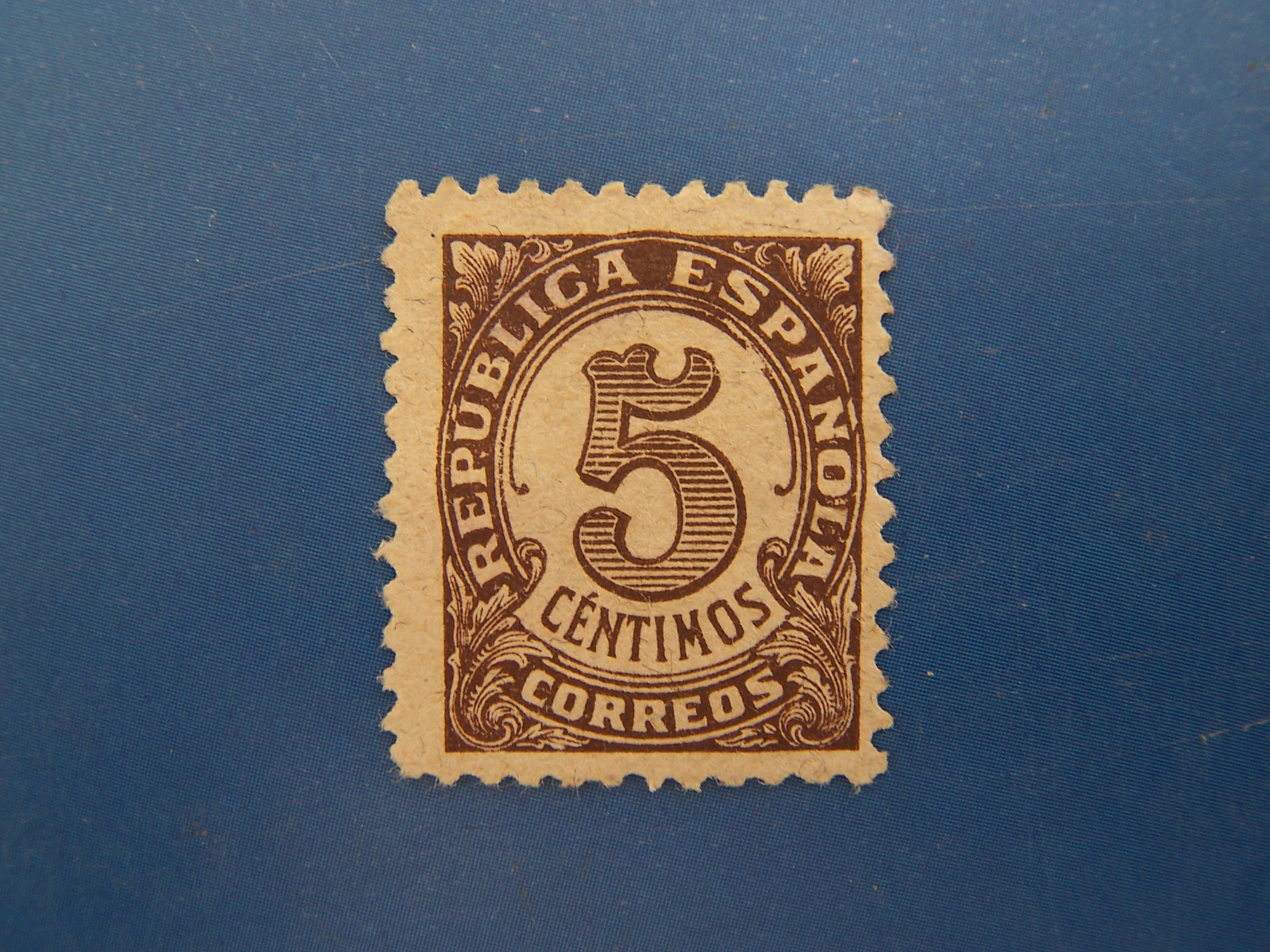
Sello de la Segunda República Española, 1938, impresión: litografía.

- Huecograbado: El diseño se graba en una placa de impresión, que a continuación se entinta, quedando la tinta en los huecos de la placa. Luego se coloca el papel por arriba y se prensa para que se imprima el diseño en el papel. El diseño puede presentar un ligero relieve al tacto.
- Tipografía: La tinta se aplica a las partes en relieve de la placa de impresión y cuándo se produce el contacto, el diseño se transfiere al papel. A veces aparece un ligero relieve en el dorso del sello y otras la tinta desborda un poco en los límites del dibujo.
- Litografía: La placa de impresión es completamente lisa y para transferir el diseño a la superficie de impresión se aplica una tinta grasa especial. A continuación se humedece la plancha y se aplica tinta de imprimir que se pega a las partes grasas de la superficie. Existe también la variante ófset con un proceso un poco más complicado y que se está imponiendo en la impresión filatélica.
- Fotograbado: Versión moderna del huecograbado en el que se utiliza un negativo fotográfico que se descompone en una trama de puntos y se graba al ácido sobre un cilindro de cobre, al que se le echa tinta.
- Estampado o troquelado: Combinación del huecograbado y de la tipografía. El papel se imprime entre dos placas, una con el diseño en relieve y otra en hueco. Proceso muy caro que solo se usa actualmente para imprimir sellos directamente en sobres, aunque era más utilizado en el siglo XIX.

## Forma y materiales
Aunque la mayoría de los sellos son rectangulares, ya en 1847 Gran Bretaña emitió el primero con otra forma, concretamente octogonal. Sin embargo, al no estar perforado muchas veces se cortaba en forma de cuadrado. En 1853 la colonia británica de El Cabo emitió el primer sello triangular. Sierra Leona emitió sellos con formas de animales, frutos y mapas.

### Características de los sellos
- País: todos los sellos llevan impresa la nacionalidad; excepto los de Gran Bretaña, que en su lugar figura la imagen del busto de la reina Victoria en sus primeras tiradas y posteriormente del monarca que gobierne el Reino Unido.
- Dentado: es muy importante que el sello sea perfecto con todos sus dientes.
- Márgenes y centrado: un sello debe tener la imagen bien centrada y equidistante de los bordes.
- Pie de imprenta: generalmente llevan el nombre del diseñador y el año de emisión.
- Imagen: es el motivo del sello, el que lleva al aficionado a coleccionarlo.
- Valor facial: el valor del franqueo.
- Color, papel y filigrana: hay gran variedad de colores, papeles y filigranas que hacen que un sello que parece igual a otro, en realidad sea diferente.
- Formato y dimensiones: los hay cuadrados, redondos, alargados, triangulares, etc.
- Sobrecarga y sobretasas: mayor valor añadido generalmente por motivos benéficos o en franqueo de correo aéreo.

## Errores
Durante el proceso de impresión se pueden producir errores y fallos a pesar de las comprobaciones que se realizan en los centros de emisión, para destruir los ejemplares con fallos.
Los pequeños defectos, que no aumentan el valor de un sello, permiten coleccionar variedades de un sello que se producen por erosiones en la plancha, borrones en la tinta, apariciones de una línea o mancha blanca, etc.
Otros tipos de errores son más valiosos: falta o equivocación en algún color o los que presentan el centro invertido. También existen errores en la perforación y en el dentado.
Los errores del diseño no se producen durante la impresión. Se trata de un error que se produce en un proceso anterior y afecta a toda la tirada del sello: faltas de ortografía, error en el diseño. A veces esto tiene como consecuencia la retirada de la emisión para corregir el error, aunque a veces algunos sellos consiguen llegar al público y resultan muy valiosos.

## Sobreimpresión o sobrecarga

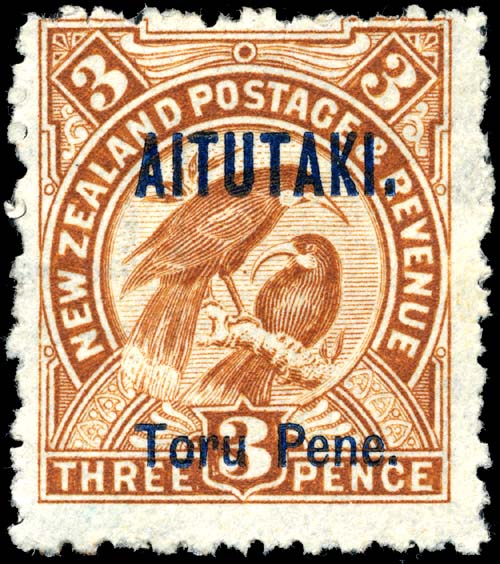
Sello de Aitutaki sobreimpreso.

Se denomina sobreimpresión a cualquier inscripción o diseño añadido a la imagen originaria de un sello. Existen múltiples razones para sobrecargar los sellos: un país que accede a la independencia postal sobrecarga los sellos del antiguo poder colonial con el nombre del nuevo estado; también cuando cambia la forma de gobierno, el nombre o la moneda. Otra razón es para convertir un sello en una emisión especial, por seguridad.
Cuando la sobreimpresión se hace porque han cambiado las tasas postales, se denomina sobretasa. En cada emisión es habitual que un cierto número de sellos queden invalidados para usos postales y se emplean como muestra de la emisión con la sobrecarga de espécimen u otra similar. Se denomina 'habilitación' cuando la sobreimpresión autoriza un uso diferente del originario, como por ejemplo los fiscales habilitados para correos, los ordinarios para correo aéreo y muchos ejemplos más.
Las grandes empresas a veces perforan los sellos para evitar robos por parte de sus empleados. Estos se conocen como sellos perforados.

## Falsificaciones y sellos reparados
Un sello puede falsificarse para usarlo como franqueo. Este tipo de falsificación se conoce como falso postal, o bien para engañar a los coleccionistas, en el caso de sellos valiosos, que en este caso se denomina falso filatélico. Dos de los falsificadores más conocidos fueron François Fournier y Jean de Sperati.
También hay otro tipo de falsificaciones menos comunes, como pueden ser las de tipo propagandístico. Un ejemplo de este tipo es la falsificación de sellos británicos por los alemanes durante la Segunda Guerra Mundial para incluir la Estrella de David en la corona del rey.
Un sello se puede reparar de muchas formas: el borrado del matasellos es un tipo de fraude muy común, bien con la intención de reutilizarlo en el correo o bien para venderlo a un coleccionista como si fuese nuevo. También se puede reengomar un sello para hacerlo pasar como nuevo, alterar los colores o añadir o suprimir dientes. Los sellos desgarrados se mojan y son cuidadosamente aplanados para que las fibras de papel se unan superficialmente durante algún tiempo.
Para evitar las falsificaciones y fraudes, las autoridades postales establecen medidas de seguridad en los sellos. Puede tratarse de la complicación en el diseño, la inclusión de filigranas o el uso de marcas de agua en el papel. Para evitar el borrado de los matasellos se emplearon tintas no permanentes que se corren al meter el sello en el agua o revestimientos de barniz.
Por otra parte, un sello facsímil es una copia exacta de un sello valioso que se vende como copia y no como sello postal. Suele llevar una marca para constatar que no es un ejemplar legítimo. Borrar esa marca es también un fraude. Los expertos filatélicos expiden certificados filatélicos de autenticidad después de examinar la pieza para demostrar que un sello es auténtico, lo que es conveniente cuando un sello es valioso.

## Reverso

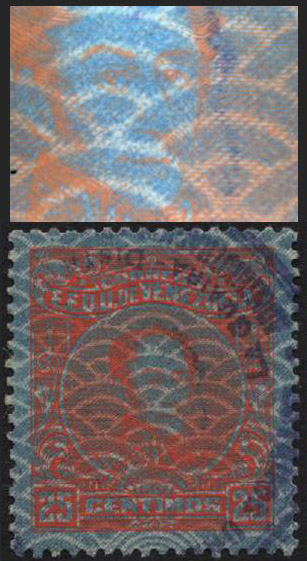
Papel de seguridad en sello venezolano.

El reverso de los sellos es la parte que se pega al sobre para su envío por correo. Lo común es que vaya sin imprimir, pero hay casos en los que sí hay impresión: un número de control o alguna información sobre el motivo del sello. La mayoría de los sellos presentan en el reverso el engomado, con gran variedad de colores y de formas, incluso se intentó con goma invisible (que resultó ineficaz) o un engomado protegido por una tira de papel. 
Para coleccionar los sellos se puede fijar al reverso una charnela o fijasellos para fijarlos a las hojas de los álbumes (práctica no recomendable en los sellos nuevos y dudosa en los usados).
El reverso del sello es utilizado por el experto filatélico para estampar su firma al certificar la autenticidad de un sello. En ese caso se llaman 'marquillados'.

## Cenicientas

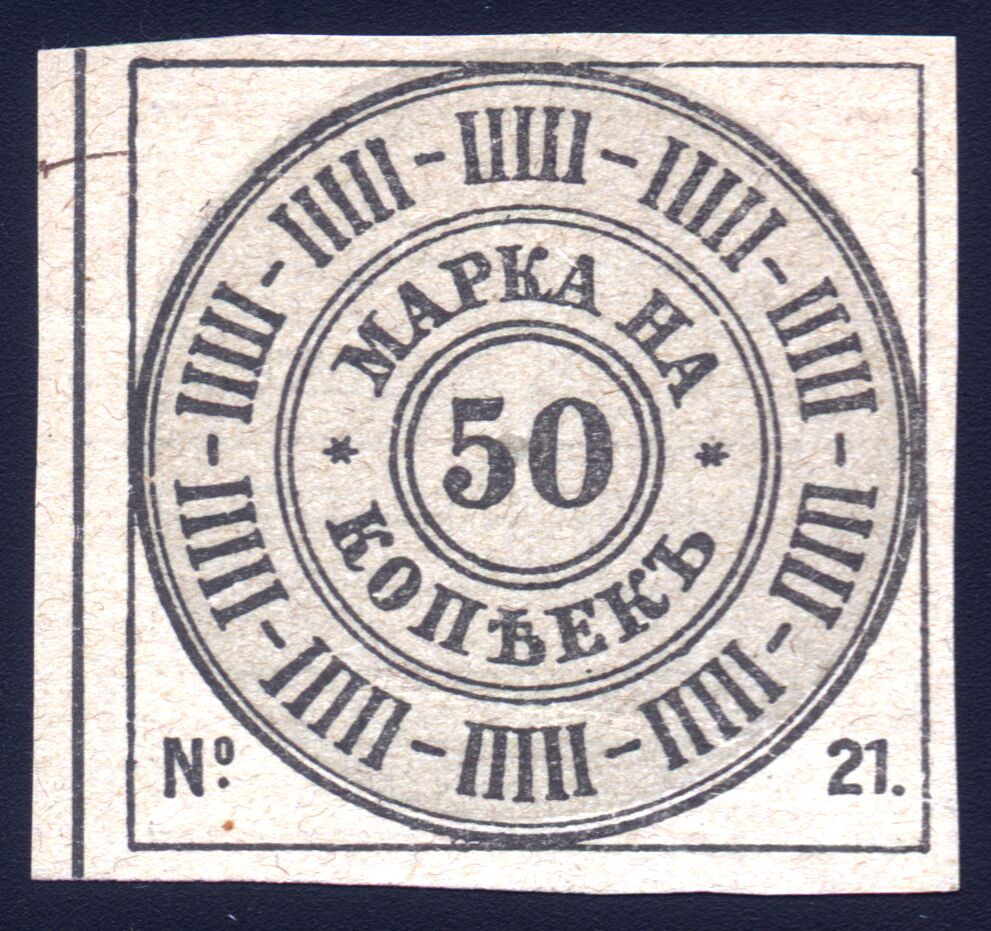
Estampilla fiscal rusa.

Los sellos que no fueron emitidos por una administración postal oficial (las reconocidas por la Unión Postal Universal) se denominan cenicientas y pueden ser emitidas por compañías privadas o autoridades locales que realizan un servicio postal. Otra variedad de cenicientas son los sellos fantasma: emitidos en lugares inexistentes como micronaciones y las etiquetas patrióticas (véase estados inexistentes en los sellos postales), sellos de Navidad emitidos por servicios postales benéficos, etc.
Las pólizas o timbres fiscales son sellos emitidos por los gobiernos para recaudar ahorros, impuestos y tasas y no son sellos postales.
Algunas instituciones de beneficencia, como la Cruz Roja, en algunos países ha emitido tiras de sellos para recaudar donativos.